# Knute Rockne All American
Knute Rockne All American är en amerikansk långfilm från 1940 i regi av Lloyd Bacon, med Pat O'Brien, Gale Page, Ronald Reagan och Donald Crisp i rollerna.

## Handling
Biografisk film över Knute Rockne, spelare och coach inom amerikansk fotboll.

## Rollista
| Pat O'Brien       | – Knute Rockne               |
| Gale Page         | – Bonnie Skiles Rockne       |
| Ronald Reagan     | – George Gipp                |
| Donald Crisp      | – Fader John Callahan, C.S.C |
| Albert Bassermann | – Fader Julius Nieuwland     |
| John Litel        | – Chef för kommitté          |
| Henry O'Neill     | – Läkare                     |
| Owen Davis Jr.    | – Gus Dorais                 |
| John Qualen       | – Lars Knutson Rockne        |
| Dorothy Tree      | – Martha Rockne              |